# Live in Paris (album de Miles Davis)
Pour les articles homonymes, voir Live in Paris.
Albums de Miles Davis
Miles In Europe
(1963) Miles In Berlin
(1964)
Live In Paris est l'enregistrement du premier de deux concerts donnés, le 1er octobre 1964, salle Pleyel à Paris par le Miles Davis Quintet.

## Quintet
- Miles Davis (Trompette)
- Herbie Hancock (Piano)
- Ron Carter (Contrebasse)
- Wayne Shorter (Saxophone ténor)
- Tony Williams (Batterie)

## Titres
1. Autumn Leaves  (12:27)
2. Stella By Starlight (11:11)
3. So What  (8:51)
4. Walkin' (9:48)
5. Bye Bye (theme) (Miles improvisation) (3:13)

## Catalogue
- Heart Note HN 004
- Moon (It) MCD 021-2